# 黑暗之夜：死亡金屬
《黑暗之夜：死亡金屬》（英語：Dark Nights: Death Metal）是DC漫畫每月出版的漫畫跨界作品，由作家史考特·史奈德和格雷格·卡普洛所創作。故事描述當地球被黑暗多重宇宙籠罩時，正義聯盟將受到狂笑蝙蝠俠的擺佈。人類在此難以捉摸的地獄環境中經歷了為掙扎求生的鬥爭，而蝙蝠俠、神力女超人和超人都被分離，各自皆為生存而戰。
該漫畫最初定於2020年5月13日發售，但受到2019-20冠状病毒病疫情的影響而使發售日改至2020年6月16日。

## 出版歷史
《黑暗之夜：死亡金屬》是2017年漫畫《黑暗之夜：金屬》的續集，這也是作家史考特·史奈德為DC漫畫工作的一個總結；他說：「一切都回來了，我們要付出代價。歐米茄泰坦（The Omega Titans）、巴巴托斯（Barbatos）、熔爐（Forge），一切都回來了。我們的目標是回報您讀過的一切，所有這些都在一年之內達到高潮，就像《金屬》一樣。」
2020年4月，史奈德在接受《DC每日新聞》的採訪時對外保證，《死亡金屬》的目的是要統一DC宇宙主線漫畫中的每條故事線，包括獨立故事。
該漫畫因受到2019-20冠状病毒病疫情的影響，使發售日從原定的2020年5月13日改至2020年6月16日。

## 故事
在蝙蝠俠與狂笑蝙蝠俠間的決戰過後，起源之牆（Source Wall，DC宇宙的邊界）被擊垮，為此引發了一系列事件，帕佩圖亞（Perpetua）也從她的宇宙監獄中解脫而出。雖然頂尖雷克斯（Apex Lex）俘獲了狂笑蝙蝠俠，但後者透露雷克斯所看到的未來是帕佩圖亞謂了操縱他而設的騙局。在這之後，被視為棄子的雷克斯遭帕佩圖亞剝奪了的力量，並被送回了地球。
與此同時，正義聯盟在和帕佩圖亞的戰鬥中倖存下來；在發現守護著非常重要的東西後，聯盟前往一個未知的地方進行搜索。

## 迴響
《黑暗之夜：死亡金屬》的銷售量被外界認為會因冠状病毒病疫情而有所影響。早在發售前，據史考特·史奈德於2020年5月14日透露，《黑暗之夜：死亡金屬》#1的預售數遠高於預期。